# Lat Krabang
Lat Krabang (Thai: ลาดกระบัง) is een van de vijftig districten van Bangkok (khet), de hoofdstad van Thailand. Het telt (anno 2000) bijna 142.000 inwoners en is gelegen in het zuidoosten. Lat Krabang heeft een oppervlakte van 123,9 km².
In oktober 2005 ontstond er een plan, waarin een nieuwe provincie zou ontstaan, namelijk Nakhon Suvarnabhumi. Deze regio zou enkele districten - waaronder Lat Krabang - beslaan, rondom de luchthaven Suvarnabhumi. Dit plan van een nieuwe provincie werd echter op 3 april 2007 afgeblazen door een besluit van het kabinet.

## Indeling
Het district is opgedeeld in zes subdistricten (Khwaeng).
- Lat Krabang (ลาดกระบัง)
- Khlong Song Ton Nun (คลองสองต้นนุ่น)
- Khlong Sam Prawet (คลองสามประเวศ)
- Lam Pla Thio (ลำปลาทิว)
- Thap Yao (ทับยาว)
- Khum Thong (ขุมทอง)